# カンノンチク
カンノンチク（観音竹、学名: Rhapis excelsa）は、小柄なヤシ科植物の一種。掌状複葉の葉はお椀のように上に反り、少数にだけ裂ける。古くから栽培され、古典園芸植物としての品種も多い。中国名は、棕竹（別名：觀音棕竹）。

## 概説
小型のヤシ科植物で、葉は掌状に裂けるが、裂片の数はごく少ないのが特徴。江戸時代に日本に渡来し、古典園芸植物として栽培されるようになった。かつては庭植えもしたが現在では普通は鉢植えで栽培され、葉や姿形で品種を命名し、また縞模様を持つものもある。何度かブームを起こし、時に投機の対象となり、大変な高額で取引されたこともあった。

## 特徴

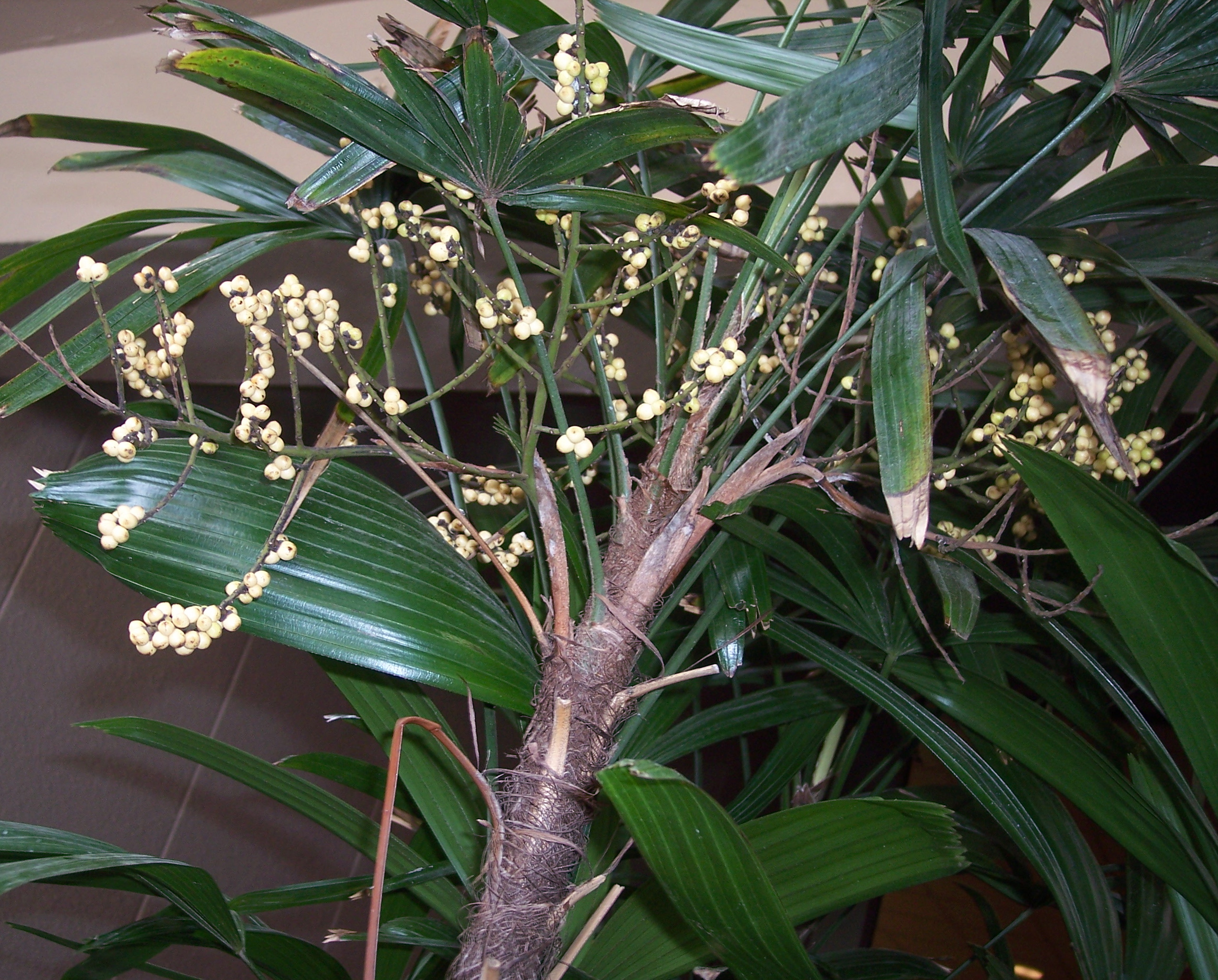
果実

常緑の低木で、短い地下茎を伸ばして繁殖する。株立ち性で、茎は直立して高さ1 - 3メートル (m) 、太さは2センチメートル (cm) 程に達する。茎は分枝することなく、その表面は古い葉鞘とその繊維で硬く包まれる。繊維は黒褐色だが、実際の樹皮は緑色。葉は茎の先端に集まって生じ、長い葉柄の先の葉身は長さ15 - 25 cmほどで、掌状に4 - 8片に割れる。葉身には縦襞があり、表面に向かって膨らんでいて、先端は細かく割れ目が入る。葉質は硬くて緑が色濃い。
花期は初夏で、雌雄異株である。穂状花序は長さ20 - 30 cmで、まばらながら円錐形に集まる。果実は広楕円状球形で、反り返った硬い鱗片で外側が覆われる。日本では結実することが少ない。
和名は観音竹の意味であるが、これは漢名ではない。おそらく琉球の寺院の山号である観音山に由来し、その寺院で栽培されていたのではないかと牧野は述べている。牧野は他に別名としてリュウキュウシュロチクを挙げている。

## 分布、および由来
中国南部の原産である。日本では庭木や鉢植えで栽培される。日本本土には江戸時代（17世紀半ば）に琉球を経由して持ち込まれた。欧米への流出は中国からで、1837年にアメリカに持ち込まれ、特にフロリダやカリフォルニア南部で栽培された。

## 園芸品種
本種は園芸品種が多いことでも知られ、葉に斑が入るもの、葉の形が変形したものがある。葉に斑が入らない栽培品種は、‘達磨’（だるま）、‘小達磨’（こだるま）、‘天山’（てんざん）、‘小判’（こばん）、‘福寿’（ふくじゅ）、‘八絋の光’（はっこうのひかり）などがある。葉に斑が入るものとしては、‘瑞晃錦’（ずいこうにしき）、‘南山錦’（なんざんにしき）、‘綾錦’（あやにしき）、‘栄山錦’（えいざんにしき）、‘小判錦’（こばんにしき）、‘寿’（ことぶき）などが知られる。
なお、同属にはやはり古典園芸植物として栽培されるシュロチク（Rhapis humilis）がある。シュロチクの方が葉の裂片が多く、個々の裂片が細長く、全般にほっそりしている。

## 利用
観葉植物として栽培され、主に鉢物で鑑賞される。日本では江戸時代に栽培が始まり、以降に多くの品種を生み出し、古典園芸植物の1つとして扱われる。その際の名は観音竹である。ヤシ科植物としては寒さには強いほうで、霜よけすれば越冬できるが、斑入り品種は5度以上で越冬させる。

### その歴史
上記のように日本への渡来は江戸時代中頃までと考えられ、類似のシュロチクはそれより前に入ったとみられる。当初はこれらはよく混同され、やがて後者が日本産のシュロ（ワジュロ）に似ていることからその名で呼ばれるようになり、本種は渡来元の名を引き継いだ。当初は庭植えが行われ、そのために南の温暖な地域のみで育てられたものが、やがて鉢植えで鑑賞するようになり、各地に広まった。江戸時代にはすでに斑入り品種が記録されている。大正時代の後期には栽培技術も進歩し、新たな斑入り品種の発見もあって人気が高まり、昭和初期には大人気となり、値段が高騰した。栽培者や商人も増え、台湾などからの輸入も増加した。
太平洋戦争の戦時下でひとまず沈滞期に入るが、1949年から1951年（昭和24 - 26年）にかけて再び価格が高騰した。それがひとまず沈静した後、昭和40年代には新たな銘品が続々と現れ、当時の経済状況（高度経済成長期）の影響もあって、投資の対象としてこれらを見る向きが出現した。この頃の品種数は約70といわれる。しかし1968年（昭和43年）にはそれら高級品種の値も大幅に下落し、それ以降は一般の人が手の出せる観葉植物となっていった。
ちなみにガーデンライフ編 (1967) はこの最後のブームのさなかの出版とあって、この頃の熱気を垣間見ることが出来る。この書には当時の価格が表記されており、これは葉が5 - 6枚ある株分けで作った子苗の上等のものとのことで、安い方では「小達磨」が500円、普通に高価なもので「愛国殿」が4万円などとある中に、「達磨の縞」が1500万円などというのが見つかる。さらに「天山の縞」は3000万円、これについては1961年（昭和36年）に和歌山県の園芸家が見つけ出し、それを確認した専門家が顧客の事業家に声をかけると数百万円で買い取り、それが株分けで増えてこの時点で10数株、それがこの価格であるとのことである。
このような流れの中で規模の大きい栽培業者も現れ、業界団体として『日本観棕竹連盟』が昭和13年に、これを引き継いで『日本観棕竹聯合会』が昭和16年に、さらに全国組織として昭和22年に『日本観棕会』が京都で発足した。

### 鑑賞

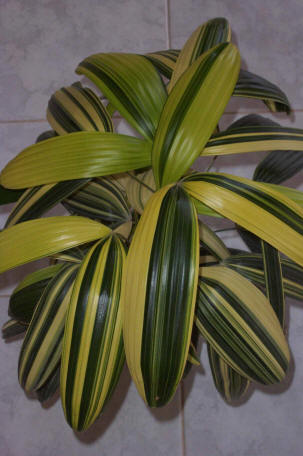
天山白縞
天山の縞とは別

園芸品種は斑のない「青葉種」と斑の入る「斑入り種」に分けるが、後者は前者からの変異で出現するものである。また在来のもの、台湾系などの由来による区分もある。在来種系は葉が細かく割れ、葉柄は細く、台湾系は葉幅が広くて葉の割れ数も少なく、葉柄も太いと言うが、品種の形質とは必ずしも関わらない。見所になるのは青葉種では葉の大きさ、葉の形、葉の色やつや、葉が垂れ下がるかどうか、葉柄の太さ、茎の節間の長さなど、斑入り種ではそれらに加えて斑の型や色などが評価される。
斑の形は基本的には縞で、葉の葉脈沿いに縦に白い模様が入るものである。他の古典園芸植物に見られるような覆輪や中斑、虎といったものはない。ただ、細かな縞が葉全体に入る例があり、これを金糸斑という。また縞斑は茎から出る葉の内で一定方向に出やすい傾向があり、葉はおおよそ四方向に出るのでその一方向に出た葉にだけ斑が出るのを「片柄」、2方向、つまり植物体の半分方向に出るのを「半柄」といい、すべての方向に出るものを「総柄」という。もちろん後者の方が評価も価格も高くなる。おおむね均等に柄が出るものが好まれる。葉の半分が白くなるのを「源平柄」、葉が全体に白くなるのを「幽霊葉」という。幽霊葉は光合成できずに株が弱るので論外だが、柄が派手すぎるのも好まれない。